# Генератор Клаппа

Рис.1. Генератор Клаппа на лампе

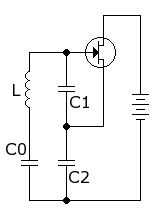
Генератор Клаппа на полевом транзисторе (цепи смещения постоянного тока не показаны)

Автогенератор по схеме Клаппа — модификация трёхточечной схемы автогенератора (генератора Колпитца). Была предложена Д. К. Клаппом (James K. Clapp) в 1948 году.
Классическая ёмкостная трёхточечная схема (генератор Колпитца) малопригодна для технической реализации — расчёт показывает, что индуктивность катушки должна иметь порядок единиц нГн. Основная идея схемы Клаппа заключается в замене катушки с малой индуктивностью последовательным колебательным контуром, имеющим на рабочей частоте то же сопротивление, что и исходная катушка.
Частота колебаний в установившемся режиме:
{\displaystyle f_{0}={1 \over 2\pi }{\sqrt {{1 \over L}\left({1 \over C_{0}}+{1 \over C_{1}}+{1 \over C_{2}}\right)}}\ .}